# W40 (核弾頭)
W40はアメリカ合衆国が開発した核弾頭。1950年代に開発され、1959年から1972年まで配備に付けられていた。
インプロージョン方式の強化型核分裂弾頭であり、トリチウムなどの核融合物質によるブーストにより出力強化が行なわれている。B28核爆弾やW49とプライマリーが同じであり、パイソン・プライマリーを用いていた。
核出力は約10kt。アメリカ陸軍のMGM-18 ラクロス短距離弾道ミサイル（400発）およびアメリカ空軍のボマーク長距離地対空ミサイル（350発）の弾頭として用いられた。なお、W40はアメリカ軍の管理の下、ボマークの弾頭としてカナダ空軍にも配備されている。